# Лузгаринский сельский округ
Лузгаринский сельский округ — упразднённая административно-территориальная единица, существовавшая на территории Шатурского района Московской области в 1994—2006 годах.
Административным центром была деревня Лузгарино.

## История

### 1918—1994 годы. Лузгаринский сельсовет
В 1923 году Лузгаринский сельсовет находился в составе Лузгаринской волости Егорьевского уезда Московской губернии.
В 1925 году в состав Лузгаринского сельсовета вошли деревни упразднённого Вяхиревского сельсовета. Таким образом, к началу 1927 года в составе сельсовета находились деревни Лузгарино, Вяхирево, Кузяевская, Новая Курьяниха, Яковлевская и село Туголес.
В 1927 году из Лузгаринского сельсовета выделен Вяхиревский сельсовет, однако в ходе реформы административно-территориального деления СССР в 1929 году Вяхиревский сельсовет вновь присоединён к Лузгаринскому, который вошёл в состав Шатурского района Орехово-Зуевского округа Московской области. В 1930 году округа были упразднены.
В июле 1933 года Лузгаринский сельсовет был передан из упразднённого Шатурского района в Коробовский.
В 1939 году в состав сельсовета вошла деревня Варюковка из упразднённого Варюковского сельсовета.
20 августа 1939 года сельсовет был передан во вновь образованный Кривандинский район.
В 1953 году из Лузгаринского сельсовета в Алексино-Туголесский передана деревня Варюковка.
В 1954 году в сельсовет включена территория упразднённых Левинского (деревни Митинская, Починки, Стенинская, Левинская, Ивановская, Лешниково) и Горяновского сельсоветов (деревни Горяновская, Мелиховская, Старая Курьяниха).
11 октября 1956 года после упразднения Кривандинского района сельсовет передан вновь образованному Шатурскому району.
В 1960 году Лузгаринский сельсовет был упразднён, а его территория включена в Алексино-Туголесский сельсовет. Однако в 1967 году административный центр Алексино-Туголесского сельсовета перенесён в деревню Лузгарино, а в 1972 сам сельсовет переименован в Лузгаринский, тем самым был восстановлен Лузгаринский сельсовет.
В 1977 году деревни Минино, Семёновская, Сидоровская и посёлок станции Осаново упразднённого Семёновского сельсовета отошли к Лузгаринскому сельсовету.

### Лузгаринский сельский округ
В 1994 году в соответствии с новым положением о местном самоуправлении в Московской области Лузгаринский сельсовет был преобразован в Лузгаринский сельский округ.
В 1999 году в состав Лузгаринского сельского округа входило 26 населённых пунктов: село Туголес, деревни Алексино-Туголес, Ананкино, Варюковка, Васюковка, Вяхирево, Горяновская, Дуреевская, Ивановская, Инюшинская, Климовская, Кузяевская, Курьяниха, Левинская, Лешниково, Лузгарино, Мелиховская, Минино, Митинская, Починки, Семёновская, Сидоровская, Стенинская, Харинская, посёлки Семеновского завода и станции Осаново.
В 2004 году в состав Лузгаринского сельского округа включены посёлки Туголесский Бор и Воймежный, кроме того административный центр сельского округа был перенесён из деревни Лузгарино в посёлок Туголесский Бор, наименование сельского округа при этом не изменилось.
В 2005 году населённые пункты Лузгаринского сельского округа вошли в состав Кривандинского сельского поселения.
29 ноября 2006 года Лузгаринский сельский округ исключён из учётных данных административно-территориальных и территориальных единиц Московской области.